# Pavlov I
Koordinaten: 48° 52′ 38,7″ N, 16° 40′ 28,5″ O
Pavlov I war die Fundstelle einer großflächigen, rund 30.000 Jahre alten jungpaläolithischen Freilandstation in Südmähren/Tschechien. Sie lag 20 km südlich von Brünn am Ortsrand der heutigen Gemeinde Pavlov.
Zwischen 1952 und 2015 wurde das Jägerlager in zahlreichen Kampagnen archäologisch ausgegraben und analysiert. Außergewöhnlich sind die ausgesprochen hohe Funddichte und zahlreiche lokale Ausprägungen bei den lithischen und faunistischen Artefakten. Neben figürlichen und dekorativen Elfenbeinschnitzereien lieferte die Fundstelle die ältesten Nachweise der Herstellung von Keramik sowie Schnüren und Knoten.
Henri Delporte regte 1958 nach einem Besuch der Grabung an, hierfür die Kulturgruppe des Pavlovien zu etablieren, welches zeitlich dem westeuropäischen Gravettien entspricht und in Mähren, Niederösterreich und der Slowakei Verbreitung fand.
In den Jahren 2013 bis 2015 fanden in Pavlov I unter der Leitung von Jiří Svoboda letzte Ausgrabungen statt. Hierbei wurde ein Teil des Planums konserviert und als In-situ-Ausstellung in das 2016 am Fundort eröffnete Museum des Archeopark Pavlov integriert.

## Befund

### Topographie
Bei den 13 bislang bekannten Fundstellen um Pavlov (P I bis P VI), Dolní Věstonice (DV I bis DV III) und Milovice (M I bis M IV) handelt es sich um die größten und fundreichsten jungpaläolithischen Jägerlager, die bislang in Zentraleuropa entdeckt und umfassend archäologisch untersucht wurden. Sie bilden den Dolní Věstonice-Pavlov-Milovice-Komplex, in dem bereits seit 1924 Ausgrabungen durchgeführt werden.
Pavlov I lag mit Abmessungen von etwa 80 m × 40 m und einer ovalen Grundfläche von rund 2000 m² im Zentrum dieses Komplexes an den nordöstlichen Hügeln der Pollauer Berge. Die Fundstelle lag auf 200 m Seehöhe und etwa 35 m über dem Flussbett der Thaya.
Ab 1952 fanden hier unter der Leitung von Bohuslav Klíma verschiedene Sondagen und großflächige Ausgrabungen statt. Durch Hangrutschungen, Solifluktion und Kryoturbation war es teilweise zu starken Verlagerungen der Kulturschichten und einer Vermischung mit Löss gekommen. Störungen wurden zudem durch eine Erosionsrinne verursacht, an der sich zahlreiche umgelagerte Tierknochen konzentrierten. Die bis zu 60 cm mächtigen Kulturschichten waren leicht zum Berg hin in die Tiefe geneigt und von intensiver braun/grau/schwarzer Färbung. Sie wurden durch häufig wiederkehrende, teilweise ganzjährige Begehungen während eines Zeitraums von rund 2000 Jahren gebildet. Die einzelnen Begehhorizonte waren durch nur dünne Lössschichten voneinander getrennt. Mit dem Abkühlen des Klimas und dem Vorrücken der Gletscher wurde das Lager aufgegeben und ab dem Beginn des letzten glazialen Maximums (MIS 2) rasch mit einer bis zu 4 m hohen Lössschicht bedeckt.

### Behausungen
Durch die zuvor genannten Einflüsse war es nicht immer möglich, die Befunde und das Fundmaterial des Lagerplatzes zweifelsfrei einzelnen Behausungen zuzuordnen. Aus der räumlichen Verteilung der Feuerstellen, Kochgruben, Vertiefungen, Pfostenlöcher, Stoßzähne, Steinsetzungen und Artefakte lässt sich jedoch schließen, dass hier dreizehn zeltartige Hütten mit einem runden Grundriss von ca. 4 m Durchmesser gestanden haben müssen. Diese Unterkünfte bestanden vermutlich aus großen mit Fell bespannten Hölzern, Langknochen von Großsäugern sowie Stoßzähnen und wurden vermehrt in den beiden Hauptsiedlungszonen Nordwest und Südost festgestellt. Wie viele davon tatsächlich jeweils zeitgleich bestanden haben, ist nicht nachvollziehbar.

### Alter
Das 14C-Alter der in verschiedenen Grabungsbereichen und -jahren entnommenen Holzkohlen liegt zwischen 28.311 und 27.557 Jahren cal. BC und 29.539–28.972 Jahren cal. BC (95,4 %, Oxcal 4.1, IntCal109). Aus Klímas Angaben zur Stratigrafie lässt sich ebenfalls schließen, dass der nordwestliche und mittlere Bereich des Fundplatzes früher besiedelt waren als der südöstliche Teil. Dafür, dass die südöstliche Zone jünger ist, spricht auch die hohe Anzahl an Mikrolithen, die sich dort konzentrierten.

## Artefakte

### Steingeräte
Das lithische Inventar von Pavlov I ist ausgesprochen umfangreich, allein während der Grabungen 1954–1964 wurden etwa 210.000 Artefakte geborgen. Klíma nummerierte den größten Teil der Werkzeuge und Kerne (Südost = 12.843 Stück, Nordwest = 17.663 Stück) und beschrieb sie mit Angabe von Fundquadrat und -sektor (ohne Horizontangabe) in einem als „Schwarzes Buch“ bezeichneten Inventarverzeichnis. Die restliche Debitage (Abschlagsmaterial) wurde nur nach Fundjahr sortiert eingelagert und lässt sich daher heute nur noch grob verorten.
Neben rückengestumpften und retuschierten Werkzeugen wie Klingen und Sticheln, Kratzern, Schabern, Spitzen und den bei der Herstellung anfallenden Kernen bilden die Mikrolithen einen zahlenmäßig großen Anteil des lithischen Inventars. Diese trapez- oder halbmondförmigen bzw. dreieckigen Mikroklingen haben Abmessungen von nur wenigen Millimetern, was auf einen sehr bewussten Umgang mit den von weit her importierten Ressourcen hindeutet. Wahrscheinlich wurden diese Mikrolithen reihenweise in Komposit-Werkzeugen und Speerspitzen geschäftet. Insbesondere die sogenannten Mikrosägen sind ein charakteristisches Merkmal des Pavlovien.
Die meisten Feuersteinartefakte sind patiniert, wobei die Verfärbungen von weißem Schleier und Glanz bis zu bläulichweißen Punkten reichen. An einigen Stücken sind Frostbruch bzw. Kalzitauflagen vorhanden.
Das für die Steinwerkzeuge verwendete Rohmaterial bestand je nach Grabungsbereich zu etwa 50 bis 95 % aus Feuerstein verschiedener, zum Teil über 100 km entfernter Provenienz wie zum Beispiel aus Nordmähren, Schlesien und Südpolen (Krakau, Tschenstochau). Auch lokaler Hornstein – in sehr geringen Mengen aus dem nahen Krumlovský les (Krumlov-Wald) und von der Stránská skála – sowie grüner und rötlicher Radiolarit aus der Felsklippenzone der Karpaten sowie Obsidian und Bergkristall (zwei Aufschlüsse sind bekannt auf der Böhmisch-Mährischen Höhe, evtl. stammen sie auch aus den Alpen) wurden hier verarbeitet.

### Organische Geräte und Schmuck
Erhalten blieb auch eine Vielzahl von aus Knochen, Geweih und Elfenbein gefertigten Werkzeugen, Geschossspitzen und Schmuckstücken. Neben den üblichen Pfriemen, Glättern, Hacken und Hämmern sind löffel- und spatenförmig zugerichtete Mammutknochen und -rippen eine Besonderheit des Pavlovien. Dasselbe gilt für eine Vielzahl länglich-ovaler, konkaver Plaketten aus Elfenbeinlamellen mit jeweils zwei gegenüberliegenden Bohrungen, die als Diademe, Haarspangen oder Besatz für Kleidungsstücke gedient haben könnten. Auf vielen Stücken sind Kerben, Rillen und punktuelle Vertiefungen vorhanden, zumeist angeordnet in parallelen Reihen oder geometrischen Mustern.

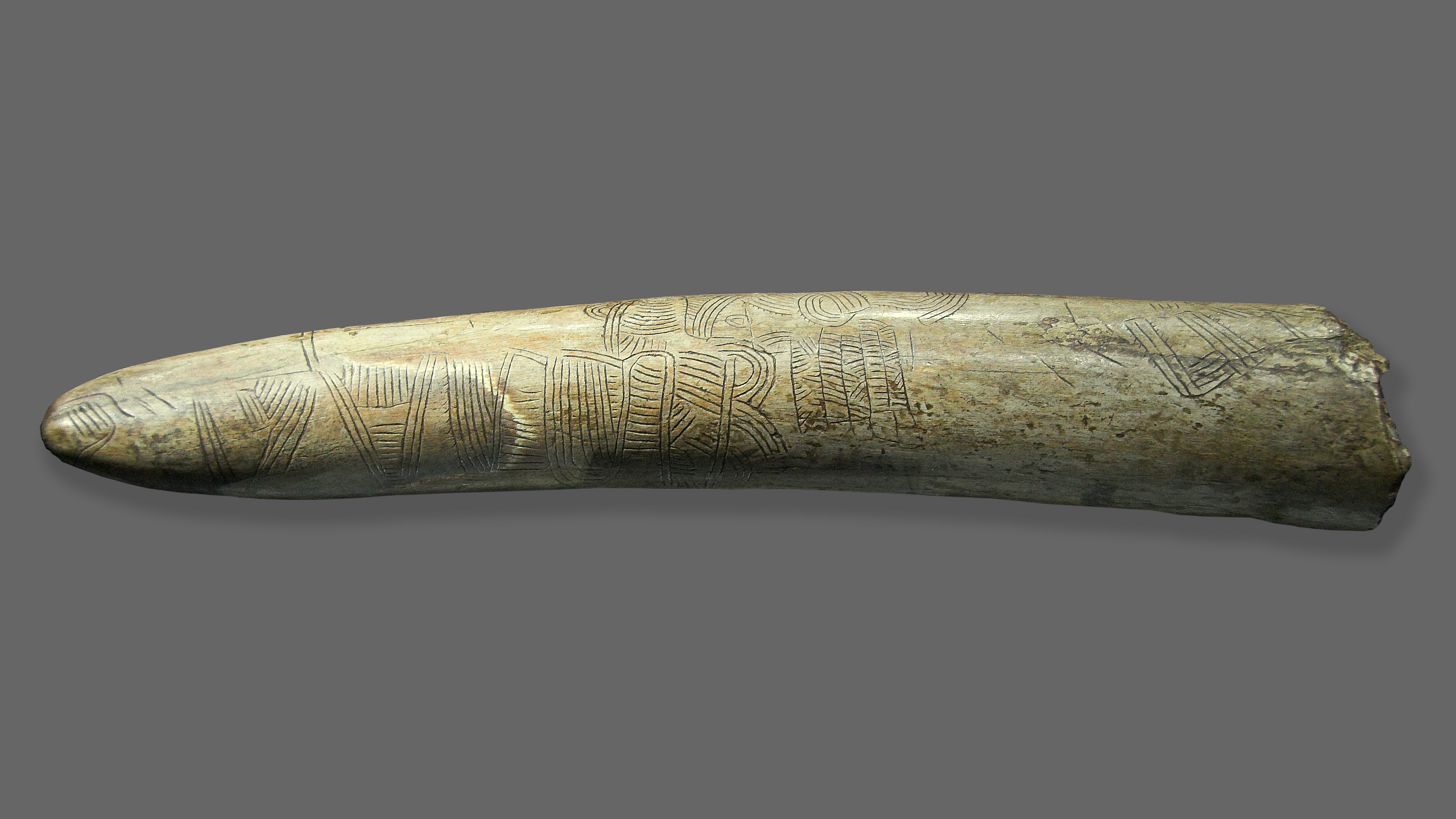
Die 1962 gefundene Stoßzahnspitze mit den als Landkarte interpretierbaren Gravuren

Eine 1962 gefundene abgebrochene Spitze eines Mammut-Stoßzahns ist mit einer Gravur versehen, bei der es sich um eine Abbildung der umgebenden Landschaft des Jägerlagers handeln könnte. Die vier verschiedenen Muster dieser stilisierten „ersten Landkarte“ können z. B. als Erosionsrinnen der Pollauer Berge und mäandrierender Flusslauf der Thaya interpretiert werden, der Lagerplatz selbst ist möglicherweise durch zwei konzentrische Kreise dargestellt. Diese Auslegung ist jedoch umstritten.
Aus den Grabungen 1954 und 1956 liegen über 100 Elfenbeinperlen bzw. -knöpfe als Endprodukt und Halbfabrikat vor. Sie haben eine annähernd zylindrische Form mit verrundeten Enden und mittiger Einkerbung, die Länge und das Gewicht betragen im Mittel 3,3 mm bzw. 0,12 g. An vielen Stücken sind Tragespuren in Form von Abrieb oder Politur erkennbar. Typologische Entsprechungen sind aus den Gräbern von Sungir und den Gravettien-Horizonten der Höhlen des Achtals bekannt (Brillenhöhle, Geißenklösterle, Hohler Fels).

### Keramik
An den Feuerstellen fand sich eine große Anzahl Fragmente von aus Lösslehm gebrannten Tier- und Menschenfiguren. Die meisten wurden intentionell durch plötzliche Temperaturveränderung oder Krafteinwirkung in mehrere Teile zerbrochen beziehungsweise bereits vor dem Brennen durch Einstiche beschädigt. Insgesamt handelt es sich um 2635 Objekte. Bei den anthropomorphen Figuren überwiegen Darstellungen der Frau, bei den Tiernachbildungen handelt es sich zumeist um Mammute, Bären, Löwen, Nashörner und auch Pflanzenfresser wie Steinböcke. Die Brenntemperaturen lagen meist zwischen 450 °C und 800 °C, die Färbung der Keramiken reicht dementsprechend von orange und rot über Grautöne bis schwarz. Auch hellbraune, ungebrannte Stücke sind erhalten geblieben. In mehreren Stücken sind Fingerabdrücke und Linien von Schnüren aus Pflanzenfasern mit Knoten erkennbar. So ist zum Beispiel in dem 30 mm langen Artefakt PA I #22-1956 der Abdruck eines Weberknotens erhalten, der aus zwei zweilagigen Schnüren von je etwa 1 mm Durchmesser geschlungen wurde. Demnach waren bereits im Pavlovien Methoden zur Herstellung von Schnüren beziehungsweise Geweben, Körben oder Netzen bekannt.

## Menschliche Überreste

### Pavlov 1 bis Pavlov 28
Unter der Leitung von Bohuslav Klíma wurden in Pavlov I in den 1950er und -60er Jahren mehrere menschliche Knochen und Zähne von Cro-Magnon-Menschen geborgen. Durch die bei den anthropologischen Funden des Komplexes übliche fortlaufende Nummerierung erhielten sie die Bezeichnungen Pavlov 1 bis Pavlov 28. Bei Pavlov 1 handelt es sich um das unvollständige Skelett eines 40-50 Jahre alten Mannes, das im September 1957 freigelegt wurde. Der zu Lebzeiten 182 cm große und muskulöse Mann war in extremer Hockerstellung bestattet worden, auf der rechten Seite liegend. Ockerreste fanden sich nicht, das Grab war jedoch, wie für diese Zeitstellung typisch, mit einem Mammutschulterblatt abgedeckt. Der größtenteils erhaltene Schädel lag etwas abseits des Rumpfs. Mit einem Schädelindex von 66,5 ist er auffallend lang und schmal, das Gebiss hingegen ungewöhnlich klein ausgebildet. Weitere Knochen des Skeletts waren durch Bodenfließen ebenfalls verlagert. Die Kompakta der Langknochen und Schädelfragmente sind in gutem Zustand, die Epiphysen zumeist brüchig, die Spongiosa vielfach beschädigt oder nicht erhalten. Die Zähne sind altersentsprechend stark abgenutzt. Katalogisiert sind die Knochen dieses Individuums als Pav 1/1 bis Pav 1/5 (Schädelfragmente und Unterkiefer) sowie Pav 1/33 bis Pav 1/59 (Rumpf- und Extremitätenknochen), die Zähne als Pav 1/6 bis Pav 1/32. Bei den menschlichen Überresten Pavlov 2 bis Pavlov 28 handelt es sich um einen Ober-, zwei Unterkiefer und einzelne Zähne.

### Verbleib
Die nach Ende des Zweiten Weltkriegs aus dem Dolní Věstonice-Pavlov-Milovice-Komplex geborgenen menschlichen Überreste werden am Archäologischen Institut der Akademie der Wissenschaften der Tschechischen Republik bzw. im Mährischen Landesmuseum (Moravské zemské muzeum) in Brünn bzw. Dolní Věstonice aufbewahrt. Ältere Fundstücke waren im Schloss Mikulov untergebracht und wurden dort (anscheinend), mit Ausnahme des Oberschenkelknochens DV 35, bei einem Brand im Jahr 1945 zerstört.

## Archeopark Pavlov
Erste Überlegungen zum Bau eines archäologischen Museums in Pavlov gab es seitens der Mitarbeiter des Archäologischen Instituts Brünn bereits im Jahr 2003, konkrete Bauplanungen begannen 2010. Nach Beendigung der letzten archäologischen Ausgrabungen wurde 2015/2016 auf der Fundstelle ein Entwurf der tschechischen Architekten Radko Květ und Pavel Pijáček eines erdgedeckten Museumsbaus in Stahlbeton-Bauweise umgesetzt. Durch die Überdeckung mit Löss sind von dem Gebäude außen nur wenige Elemente sichtbar, wodurch es sich dezenter in die hügeligen Ausläufer des Pálava-Landschaftsschutzgebiets einfügen ließ. Neben den als Tröge ausgeführten Zugängen und Aussichtsbereichen überragen lediglich vier polyedrische Lichtschächte das unterirdisch angelegte Hauptgebäude. Alle sichtbaren Wände und Decken bestehen aus strukturiertem Sichtbeton. An mehreren Stellen nehmen schwarze Wandmalereien und Ausklinkungen die Linien und Muster der steinzeitlichen Fundstücke auf. Die Ausstellungsfläche nimmt etwas mehr als 500 m² der gesamten Gebäudegrundfläche von 1134 m² ein. Der trapezförmige Grundriss des rund 75 m langen eingeschossigen Bauwerks verjüngt sich in nordnordwestlicher Richtung von ca. 18 m auf 8 m Breite. Dort sind in einem klimatisierten und abgedunkelten Nebenraum ca. 60 m² eines präparierten Planums mit zahlreichen Mammutknochen in situ ausgestellt.
Das Museum Archeopark Pavlov wurde am 28. Mai 2016 eröffnet. Betrieben wird es vom Regionalmuseum in Mikulov.